# 扎格里佐韋
49°30′8″N 37°42′45″E / 49.50222°N 37.71250°E
扎赫里佐韋（烏克蘭語：Загризове）是位於烏克蘭東部的村莊，由哈爾科夫州伊久姆區的博罗瓦市镇負責管轄。該村始建於1680年，面積3.45平方公里，海拔高度79米，2024年人口0，人口密度每平方公里157.8人。